# Entre el amor y el deseo
Entre el amor y el deseo (tłum. Między miłością a namiętnością) – meksykańska telenowela wyprodukowana przez TV Azteca na licencji REDE Globo, remake oryginalnej powieści Gilberto Braga "Louco amor". Telenowela została wyprodukowana przez Maricarmen Marcos i Mirna Ojeda. Role głównych bohaterów odgrywają meksykańscy aktorzy, Lorena Rojas i Victor Gonzalez. Premiera odbyła się 27 września 2010 r. w Meksyku.

## Fabuła
Claudia i Luis Carlos po raz pierwszy spotykają się w pięknym domu nad samą wodą, która jest własnością pana Edgara Dumont, gdzie historia zaczyna się "Między miłością a namiętnością". Kiedy Luis Carlos i Claudia Fontana zakochują się w sobie, pojawia się Patricia Dumont, która jednym zamachem niszczy to uczucie. Córka Edgara(Patricia) jest mądra i niebezpieczna. Patricia czuję nieodparty pociąg do Luisa Carlosa i mężczyzna w końcu jej ulega. Wkrótce powoduje to katastrofę, ponieważ dowiaduje się o tym Claudia. Renata Dumont, matka Patricii jest pełna furii,pewnego wieczoru na plaży domu rodziny Dumont, Renata poniża Luisa przy gościach, co wyzwala atak psa Edgara na Renate. Luis, oskarżony przez Renatę o usiłowanie zabójstwa na niej, zostaje osadzony w więzieniu co oddziela go od miłości Claudii i namiętności Patricii. Przy wsparciu Edgara, po kilku latach Carlos wychodzi z więzienia gotowy, aby odzyskać miłość i zaufanie Claudii, gdzie prosi ją o rękę. Aby uniemożliwić to, Patricia jest gotowa ujawnić ich najskrytsze tajemnice, którymi niszczy miłość, zaufanie i dobre intencje Luisa Carlosa. Historia pokazuje człowieka rozdartego między prawdziwą miłością Claudii a namiętnością Patricii.

## Obsada
- Lorena Rojas – Claudia Fontana
- Víctor González – Luis Carlos
- Margarita Gralia – Renata Dumont
- Alexandra Grana – Patricia Dumont
- Fernando Lujan – Edgar Dumont
- Hector Bonilla – Alfredo Fontana
- Marta Aura – Elwira Martinez
- Verónica Merchant – Muriel Toledo
- Francisco de la O – Guillermo De la Garza
- Mauricio Aspe – Marcio Garcia
- Cinthia Vazquez – Sofía Fontana Martínez
- Álvaro Guerrero – Fernando Lins
- Gina Moret – Isolda
- Luis Vazquez – Felipe Dumont
- Cecilia Ponce – Sara Rincon del Real
- Eugenio Montessoro – Andrés Dumont
- Amaranta Ruiz  – Gisela
- Fernando Rubio – Jeronimo Garcia
- Marcelo Buquet –  Gonzalo
- Mauricio Bonet – Adriano Toledo
- Cecilia Piñeiro – Lucia De la Garza de Lins
- Dino Garcia – Walter
- Carmen del Valle – Beatriz de De la Garza
- Estela Calderon – Dominica
- Ángeles Marín – Ana Maria Martinez
- Verónica Terán – Raquel Fontana
- Adrián Herrera – Gabrielito Dumont
- Abel Fernando – Acuña
- Marina Vera – Denise
- Ernesto Díaz del Castillo – Edy
- Ximena Pichel – Estela
- Paulette Hernandez – Monica
- Yolanda Zuñiga – Toña
- José Astorga – Maurice
- Aníbal Navarro – Bernardo Dumont
- Fania Barron – Marilu
- Emilio Ramos – Ramoncito Lins De la Garza
- Alma Ireta De Alba – Secretaria Sheyla Barajas
- Sergio Kleiner – Sergio Valdivieso
- Pedro Sicard – Rafael Valdivieso